# Кириллов, Дмитрий Владимирович
Дмитрий Владимирович Кириллов (род. 30 июля 1990, Новочебоксарск, Чувашская АССР) — российский хоккеист, нападающий. Мастер спорта России (2017).

## Биография
Воспитанник новочебоксарской спортивной школы олимпийского резерва № 4, тренер Борис Топлянников. Начинал играть в первой лиге за «Сокол» Новочебоксарск (2007/08 — 2010/11). Сезон 2011/12 провёл в команде МХЛ «Барс» Казань, с конца сезона начал выступать в ВХЛ за «Нефтяник» Альметьевск. Играл в ВХЛ за «Ариаду» Волжск (2014—2016) и ТХК Тверь (2016). 12 декабря 2016 года перешёл в клуб КХЛ «Амур», за который провёл три матча; также выступал за фарм-клуб «Сокол» Красноярск в ВХЛ.
Сезон 2017/18 пропустил из-за травмы; 18 июля 2018 года расторг контракт с «Амуром» и больше на профессиональном уровне не выступал.
Победитель хоккейного турнира Универсиады (2017), капитан команды.
Окончил Российский государственный университет физической культуры спорта и туризма. Тренер в школе «Hockey way».